# آدم وايتهيد
آدم وايتهيد (بالإنجليزية: Adam Whitehead) هو سباح بريطاني، ولد في 28 مارس 1980 في كوفنتري في المملكة المتحدة.

## روابط خارجية
- آدم وايتهيد على موقع الاتحاد الدولي للسباحة (الإنجليزية)
- آدم وايتهيد على موقع اللجنة الأولمبية الدولية (الإنجليزية)
- آدم وايتهيد على موقع أوليمبيديا (الإنجليزية)
- آدم وايتهيد على موقع اتحاد ألعاب الكومنولث (مؤرشف) (الإنجليزية)